# Raymond Xuereb
Pour les articles homonymes, voir Xuereb (patronyme).
Raymond Xuereb, né le 22 septembre 1952 à Marsa à Malte, est un joueur de football international maltais, évoluant au poste d'attaquant. 

## Biographie

### Sélection
Raymond Xuereb est convoqué pour la première fois par le sélectionneur national Tony Formosa pour un match amical face à l'Algérie le 8 décembre 1971 (1-1). Le 28 septembre 1973, il marque son premier but en équipe de Malte lors d'un match amical face au Canada (victoire 2-0).
Il compte 45 sélections et 6 buts avec l'équipe de Malte entre 1971 et 1985.

## Palmarès

### Joueur
- Floriana :
  - champion de Malte en 1970, 1973, 1975 et 1977
  - vainqueur de la Coupe de Malte en 1972, 1976 et 1981.

- Hamrun Spartans :
  - champion de Malte en 1983, 1987 et 1988
  - vainqueur de la Coupe de Malte en 1983, 1984, 1987 et 1988.

### Récompenses
- Meilleur buteur du Championnat de Malte en 1971 (5 buts), 1975 (17 buts) et 1977 (16 buts).

## Statistiques

### Buts en sélection
Le tableau suivant liste tous les buts inscrits par Raymond Xuereb avec l'équipe de Malte.